# Contea di Sabine
La contea di Sabine (in inglese Sabine County) è una contea dello Stato del Texas, negli Stati Uniti. La popolazione al censimento del 2010 era di 10 834 abitanti. Il capoluogo di contea è Hemphill. La contea è stata creata il 14 dicembre 1837, e prende il nome dal fiume Sabine.

## Geografia
| Anno | Popolazione | ±%     |
| ---- | ----------- | ------ |
| 1850 | 2,498       | Note:  |
| 1860 | 2,750       | 10.1%  |
| 1870 | 3,256       | 18.4%  |
| 1880 | 4,161       | 27.8%  |
| 1890 | 4,969       | 19.4%  |
| 1900 | 6,394       | 28.7%  |
| 1910 | 8,582       | 34.2%  |
| 1920 | 12,299      | 43.3%  |
| 1930 | 11,998      | −2.4%  |
| 1940 | 10,896      | −9.2%  |
| 1950 | 8,568       | −21.4% |
| 1960 | 7,302       | −14.8% |
| 1970 | 7,187       | −1.6%  |
| 1980 | 8,702       | 21.1%  |
| 1990 | 9,586       | 10.2%  |
| 2000 | 10,469      | 9.2%   |
| 2010 | 10,834      | 3.5%   |

Secondo l'Ufficio del censimento degli Stati Uniti d'America la contea ha un'area totale di 577 miglia quadrate (1490 km²), di cui 491 miglia quadrate (1270 km²) sono terra, mentre 85 miglia quadrate (220 km², corrispondenti al 15% del territorio) sono costituiti dall'acqua

### Strade principali
- U.S. Highway 96
- State Highway 21
- State Highway 87
- State Highway 103
- State Highway 184

### Contee adiacenti
- Shelby County (nord)
- Sabine Parish (est)
- Newton County (sud)
- Jasper County (sud-ovest)
- San Augustine County (ovest)

### Aree nazionali protette
- Sabine National Forest

## Istruzione
Nella contea sono presenti i seguenti distretti scolastici:
- Brookeland Independent School District (parzialmente)
- Hemphill Independent School District
- Shelbyville Independent School District (parzialmente)
- West Sabine Independent School District